# 10523 д'Авелуз
10523 д'Авелуз (10523 D'Haveloose) — астероїд головного поясу, відкритий 22 вересня 1990 року.
Тіссеранів параметр щодо Юпітера — 3,601.